# Umm al-Khair (Hébron)
Umm al-Khair, en arabe : أم الخير,  est un village du gouvernorat de Hébron en Palestine, situé au sud-ouest de la Cisjordanie.
Selon le recensement du bureau central palestinien des statistiques, la localité compte une population de 686 habitants en 2017.